# SAR-Klasse GG
Das Einzelstück der Klasse GG der South African Railways (SAR) war eine Dampflokomotive der Bauart Garratt.
Die Klasse GG wurde gemeinsam mit der Klasse GE entwickelt und basierten auf dem gleichen Kessel, der wiederum weitgehend dem der Klasse GA entsprach. Während die Klasse GE die Achsfolge (1'D1')(1'D1') aufwies, besaß die Klasse GG größere Treibräder und die Achsfolge (1'C1')(1'C1'). Bei fast gleichem Gesamtgewicht war damit die Achslast um fast drei Tonnen höher, so dass die Lokomotive zwar schneller war, jedoch nur auf Hauptstrecken eingesetzt werden konnte.
Die 1925 von Beyer-Peacock gelieferte Lokomotive mit der Bahnnummer 2290 wurde vor Postzügen von Kapstadt aus über den Hex River Pass eingesetzt, der Steigungen bis zu 25 ‰ aufweist. Auf einer Testfahrt wurde auf einer 15,5 km langen Strecke von Abfahrt bis Halt ein Durchschnitt von 76,6 km/h erreicht, wobei die Höchstgeschwindigkeit bei 92 km/h gelegen hat.
Da der Zylinderdurchmesser der Klasse GG jedoch gegenüber dem der Klasse GE nicht vergrößert wurde, um den größeren Treibraddurchmesser auszugleichen, war die Zugkraft niedriger. Aus diesem Grund erwies sich die Lokomotive den wenig später auf der gleichen Strecke eingeführten vierfach gekuppelten Lokomotiven der Klasse 15CA (Achsfolge 2'D1') unterlegen, so dass die Bauart nicht weiter beschafft wurde.
Als Einzelstück wurde die Lokomotive schon 1938 verschrottet, wobei der Kessel für die Instandhaltung der Klasse GE weiterverwendet wurde.